# Несобственный интеграл
Определённый интеграл называется несобственным, если выполняется по крайней мере одно из следующих условий.
- Область интегрирования является бесконечной. Например, является бесконечным промежутком {\displaystyle [a,+\infty )}.
- Функция {\displaystyle f(x)} является неограниченной в окрестности некоторых точек области интегрирования.

Если интервал {\displaystyle [a,b]} конечный и функция интегрируема по Риману, то значение несобственного интеграла совпадает со значением определённого интеграла.

## Несобственные интегралы I рода

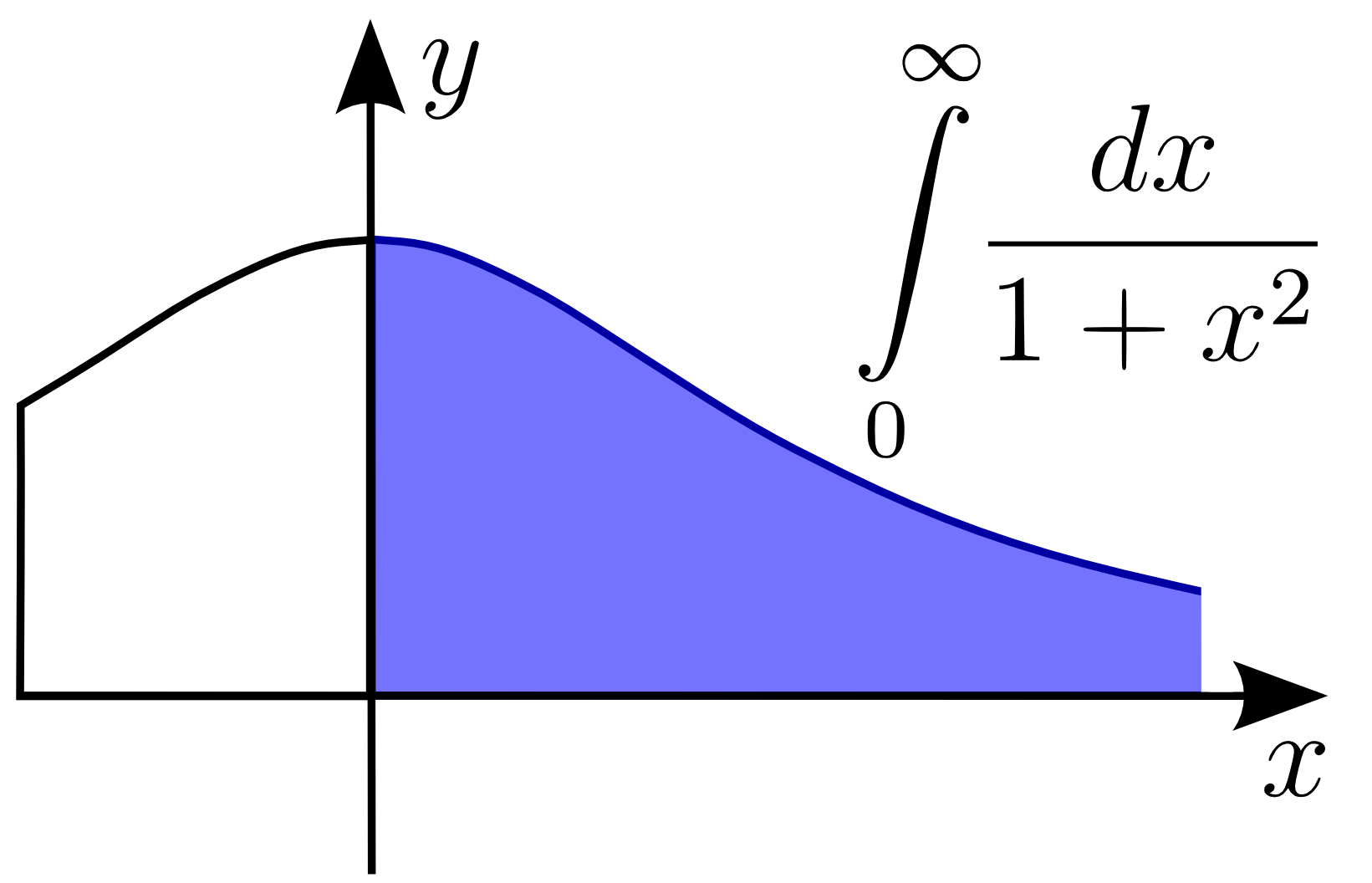
Несобственный интеграл первого рода

Пусть {\displaystyle f(x)} определена и непрерывна на интервале {\displaystyle [a,+\infty )} и {\displaystyle \forall A>a\ \exists \int \limits _{a}^{A}f(x)dx}. Тогда:
1. Если {\displaystyle \exists \lim _{A\to +\infty }\int \limits _{a}^{A}f(x)dx=I\in \mathbb {R} }, то используется обозначение {\displaystyle I=\int \limits _{a}^{+\infty }f(x)dx} и интеграл называется несобственным интегралом Римана первого рода. В этом случае {\displaystyle I=\int \limits _{a}^{+\infty }f(x)dx} называется сходящимся.
2. Если не существует конечного {\displaystyle \lim _{A\to +\infty }\int \limits _{a}^{A}f(x)dx} ({\displaystyle \pm \infty } или {\displaystyle \nexists }), то интеграл {\displaystyle \int \limits _{a}^{+\infty }f(x)dx} называется расходящимся к «{\displaystyle \infty }», «{\displaystyle \pm \infty }», или просто расходящимся.

Пусть {\displaystyle f(x)} определена и непрерывна на множестве от {\displaystyle (-\infty ,b]} и {\displaystyle \forall B<b\Rightarrow \exists \int \limits _{B}^{b}f(x)dx}. Тогда:
1. Если {\displaystyle \exists \lim _{B\to -\infty }\int \limits _{B}^{b}f(x)dx=I\in \mathbb {R} }, то используется обозначение {\displaystyle I=\int \limits _{-\infty }^{b}f(x)dx} и интеграл называется несобственным интегралом Римана первого рода. В этом случае {\displaystyle I=\int \limits _{-\infty }^{b}f(x)dx} называется сходящимся.
2. Если не существует конечного {\displaystyle \lim _{B\to -\infty }\int \limits _{B}^{b}f(x)dx} ({\displaystyle \pm \infty } или {\displaystyle \nexists }), то интеграл {\displaystyle \int \limits _{-\infty }^{b}f(x)dx} называется расходящимся к «{\displaystyle \infty }», «{\displaystyle \pm \infty }», или просто расходящимся.

Если функция {\displaystyle f(x)} определена и непрерывна на всей числовой прямой, то может существовать несобственный интеграл данной функции с двумя бесконечными пределами интегрирования, определяющийся формулой:
{\displaystyle \int \limits _{-\infty }^{+\infty }f(x)dx=\int \limits _{-\infty }^{c}f(x)dx+\int \limits _{c}^{+\infty }f(x)dx}, где с — произвольное число.

### Геометрический смысл несобственного интеграла I рода
Несобственный интеграл первого рода выражает площадь бесконечно длинной криволинейной трапеции.

### Примеры
{\displaystyle \int \limits _{-\infty }^{-1}{1 \over x^{2}}dx=\lim _{a\to -\infty }\int \limits _{a}^{-1}{1 \over x^{2}}dx=\lim _{a\to -\infty }{\Bigl .}-{\frac {1}{x}}{\Bigr |}_{a}^{-1}=1+\lim _{a\to -\infty }{\frac {1}{a}}=1+0=1}

## Несобственные интегралы II рода

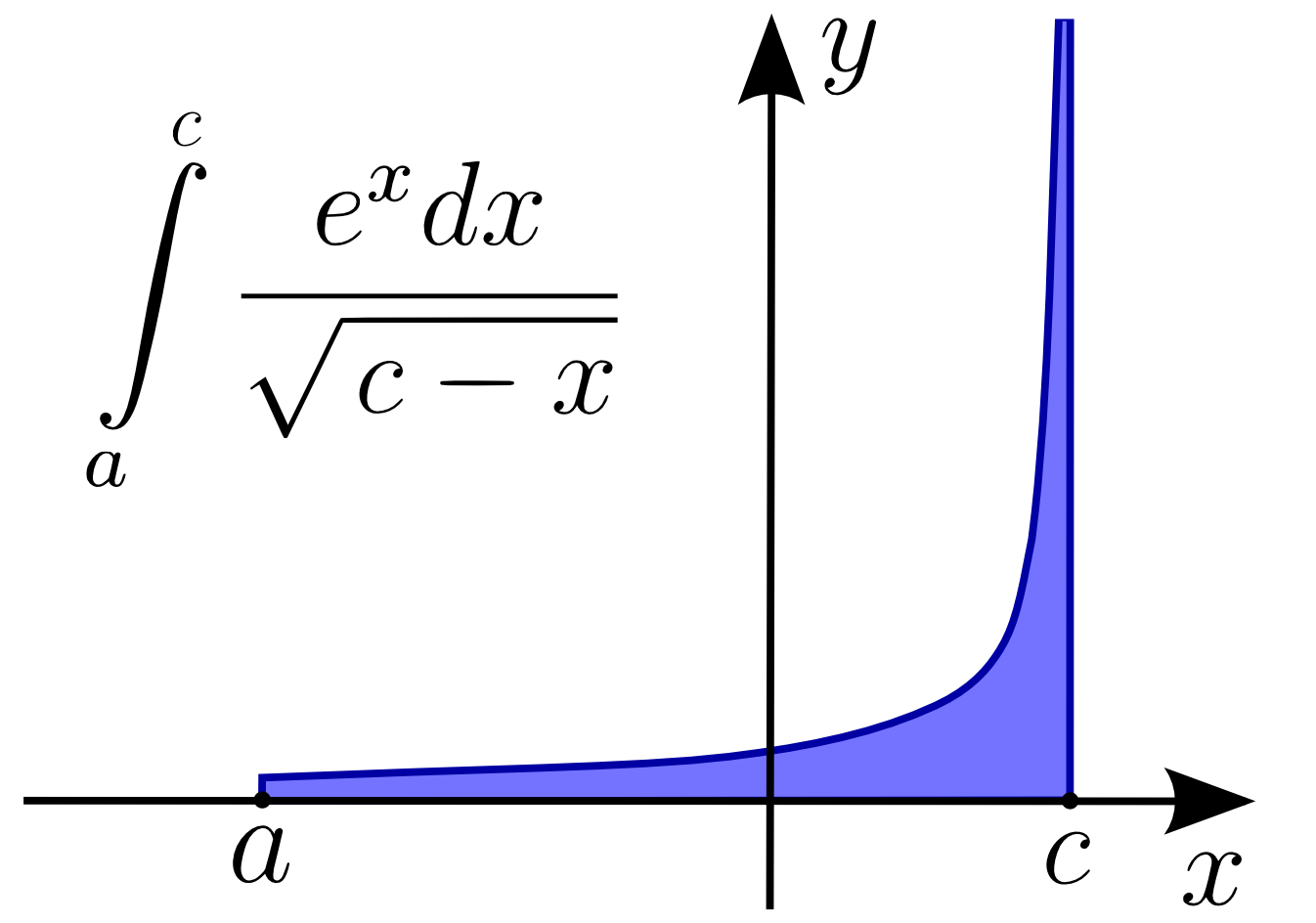
Несобственный интеграл Римана второго рода

Пусть {\displaystyle f(x)} определена на {\displaystyle (a,b]}, терпит бесконечный разрыв в точке x = a и {\displaystyle \forall \delta >0\Rightarrow \exists \int \limits _{a+\delta }^{b}f(x)dx={\mathcal {I}}(\delta )}. Тогда:
1. Если {\displaystyle \exists \lim _{\delta \to 0+0}{\mathcal {I}}(\delta )=I\in \mathbb {R} }, то используется обозначение {\displaystyle I=\int \limits _{a}^{b}f(x)dx} и интеграл называется несобственным интегралом Римана второго рода. В этом случае интеграл называется сходящимся.
2. Если {\displaystyle \lim _{\delta \to 0+0}{\mathcal {I}}(\delta )=\infty \;(\pm \infty } или {\displaystyle \nexists )}, то обозначение сохраняется, а {\displaystyle {\mathcal {I}}=\int \limits _{a}^{b}f(x)dx} называется расходящимся к «{\displaystyle \infty }», «{\displaystyle \pm \infty }», или просто расходящимся.

Пусть {\displaystyle f(x)} определена на {\displaystyle [a,b)} , терпит бесконечный разрыв при x = b и {\displaystyle \forall \delta >0\Rightarrow \exists \int \limits _{a}^{b-\delta }f(x)dx={\mathcal {I}}(\delta )}. Тогда:
1. Если {\displaystyle \exists \lim _{\delta \to 0+0}{\mathcal {I}}(\delta )=I\in \mathbb {R} }, то используется обозначение {\displaystyle I=\int \limits _{a}^{b}f(x)dx} и интеграл называется несобственным интегралом Римана второго рода. В этом случае интеграл называется сходящимся.
2. Если {\displaystyle \lim _{\delta \to 0+0}{\mathcal {I}}(\delta )=\infty \;(\pm \infty } или {\displaystyle \nexists )}, то обозначение сохраняется, а {\displaystyle {\mathcal {I}}=\int \limits _{a}^{b}f(x)dx} называется расходящимся к «{\displaystyle \infty }», «{\displaystyle \pm \infty }», или просто расходящимся.

Если функция {\displaystyle f(x)} терпит разрыв во внутренней точке {\displaystyle c} отрезка {\displaystyle [a;b]}, то несобственный интеграл второго рода определяется формулой:
{\displaystyle \int \limits _{a}^{b}f(x)dx=\int \limits _{a}^{c}f(x)dx+\int \limits _{c}^{b}f(x)dx.}

### Геометрический смысл несобственных интегралов II рода
Несобственный интеграл второго рода выражает площадь бесконечно высокой криволинейной трапеции.

### Пример
{\displaystyle \int \limits _{0}^{1}{dx \over x}=\lim _{\delta \to 0+0}{\Bigl .}\ln |x|{\Bigr |}_{0+\delta }^{1}=0-\lim _{\delta \to 0+0}\ln \delta =+\infty }

## Отдельный случай
Пусть функция {\displaystyle f(x)} определена на всей числовой оси и имеет разрыв в точках {\displaystyle x_{1},x_{2},\dots ,x_{k}}.
Тогда можно найти несобственный интеграл {\displaystyle \int \limits _{-\infty }^{+\infty }f(x)dx=\int \limits _{-\infty }^{x_{1}}f(x)dx+\sum _{j=1}^{k-1}{\int \limits _{x_{j}}^{x_{j+1}}f(x)dx}+\int \limits _{x_{k}}^{+\infty }f(x)dx}

## Критерий Коши
1. Пусть {\displaystyle f(x)} определена на множестве от {\displaystyle [a,+\infty )} и {\displaystyle \forall A>a\ \exists \int \limits _{a}^{A}f(x)dx}.

Тогда {\displaystyle {\mathcal {I}}=\int \limits _{a}^{+\infty }f(x)dx} сходится {\displaystyle \Leftrightarrow \forall \varepsilon >0\ \exists A(\varepsilon )>a:\forall (A_{2}>A_{1}>A)\Rightarrow \left|\,\int \limits _{A_{1}}^{A_{2}}f(x)dx\right|<\varepsilon }
2. Пусть {\displaystyle f(x)} определена на {\displaystyle (a,b]} и {\displaystyle \forall \delta >0\ \exists \int \limits _{a+\delta }^{b}f(x)dx}.

Тогда {\displaystyle {\mathcal {I}}=\int \limits _{a}^{b}f(x)dx} сходится {\displaystyle \Leftrightarrow \forall \varepsilon >0\Rightarrow \exists \delta (\varepsilon )>0:\forall (0<\delta _{1}<\delta _{2}<\delta )\Rightarrow \left|\,\int \limits _{a+\delta _{1}}^{a+\delta _{2}}f(x)dx\right|<\varepsilon }

## Абсолютная сходимость
Интеграл {\displaystyle \int \limits _{a}^{+\infty }f(x)dx\ \ \left(\int \limits _{a}^{b}f(x)dx\right)} называется абсолютно сходящимся, если {\displaystyle \int \limits _{a}^{+\infty }|f(x)|dx\ \ \left(\int \limits _{a}^{b}|f(x)|dx\right)}сходится.

Если интеграл сходится абсолютно, то он сходится.

## Условная сходимость
Интеграл {\displaystyle \int \limits _{a}^{+\infty }f(x)dx\ \ } называется условно сходящимся, если {\displaystyle \int \limits _{a}^{+\infty }f(x)dx\ \ } сходится, а {\displaystyle \int \limits _{a}^{+\infty }|f(x)|dx\ \ } расходится.